# Tanzeem-e-Islami

Tanzeem-e-Islami

Tanzeem-e-Islami (en urdu: تنظیم اسلامی, TI) es una organización islámica que defiende la implementación del Corán y la Sunna en todos los aspectos políticos, económicos, sociales, culturales y jurídicos de la vida; y en la ''refutación de la engañosa filosofía y pensamientos de la modernidad".
La organización ha emergido como una ''fuerza de conservadurismo duro'' dentro de Pakistán. Se oponen al desarrollo de un ''curriculum secular moderno'' en las universidades ''relaciones amistosas con los Estados Unidos'', y el influjo de valores y vicios occidentales'' dentro de Pakistán. Si bien apoyan la yihad, enfatizan la necesidad de una ''resistencia pasiva y perseverancia'', para obtener primero un ''punto de apoyo sustancial'', y erigir un impulso en la sociedad. Aunque es principalmente activo en Pakistán, el TI ha desarrollado ''afiliados establecidos en las comunidades indo-pakistaníes en Norteamérica y Europa''.
La organización fue fundada en 1975, por el escritor y ulema Israr Ahmed, tras su escisión con el partido Jamaat-e-Islami (JI) en 1957, después de que se integraran a la política electoral de Pakistán.

## Historia
Tras su fundación en 1975, Tanzeem-e-Islami funcionó como una "organización religiosa convencional", según Dawn.com, en donde Ahmed compartía sus comentarios sobre el Corán y el Hadiz con "los pocos seguidores que lo había reunido" tras renunciar a su militancia en la JI. Sin embargo, la membresía del grupo comenzó a crecer luego de que el general Zia ul-Haq encabezada un golpe de Estado de 1977, estableciendo una dictadura en Pakistán.
Su primer programa de televisión se llamó "Al-Kitab" y se transmitió en el mes del Ramadán de 1978. Entre otros programas producidos por el grupo fueron "Allf Lam Meem",  "Rasul Kamil", "Umm ul Kitab", y "Al-Huda". Estos y varios otros programas de opiniones y discursos fueron transmitidos en Pakistán. En 1981 Zia ul-Haq le pidió a la PTV, el canal de televisión estatal del país, que le concedieran un programa semanal a Ahmed. Su programa fue uno de los primeros de su país en el que un ulema se sentara en frente de una audiencia y diera conferencias sobre el islamismo. Según Dawn, la molestia de Ahemd al ver que pocas mujeres en la audiencia usaban la hiyab, se convirtió en la base del Ministro de Información de Zia para que alentada a las presentadoras y actrices de la televisión estatal de Pakistán a ''vestirse modestamente'' y un reducido nivel de maquillaje facial.
En 1983, Ahmed introdujo a su audiencia lo que él sentía como una necesidad urgente, la instauración de un califato mundial o Khalifat. Ese mismo año y durante una exitosa temporada que estaba haciendo la selección nacional críquet, Ahmed sorprendió a la audiencia en un estudio de televisión, al anunciar que ''el críquet está haciendo que los pakistaníes ignoren sus obligaciones religiosas (...) Estoy convencido de que los partidos de críquet no deberían transmitirse en la televisión (...) Incluso después de que se prohiban la transmisión de partidos por televisión, solo los hombres se les deberían permitir ir al estadio para ver esos partidos''. Este episodio no se transmitió por televisión, y su programa fue temporalmente cancelado. Ahmed renunció como protesta ante ello, pero continuó creciendo su número de seguidores, especialmente dentro de la clase media, quienes se mostraban interesados en sus ideas sobre el renacimiento islámico.
En 1975, 103 personas asistieron a la primera convención del TI y 62 se convirtieron en miembros. En 1992, la membresía aumentó a 1778 en Pakistán y 234 miembros en el Medio Oriente. El ala femenina del TI fue formada en 1983 y, para 1990, llegaron a ser 122 miembros.
En 1994, el grupo tuvo dos ramas regionales en Sakkhar e Islamabad, y dos en el extranjero, en las ciudades de Toronto y Chicago, junto con poseer madrasas en Lahore, Karachi y Multán, y la idea de fundar una universidad propia.
En 2013, el nombre de Tanzeem-e-Islam estuvo asociado una campaña contra del Día de San Valentín, con la aparición de afiches publicitarios por toda Pakistán con el lema ''Di no al Día de San Valentín''.
En 2016, las autoridades gubernamentales le pidieron al grupo de que cambiara su eslogan, en donde promovían el establecimiento de un califato.

### Terrorismo
Tanzeem-e-Islami afirma que es una organización religiosa no violenta, que no posee vínculos con ninguna organización armada u militar. Sin embargo, miembros del Tanzeem-e-Islami han sido acusados de tener nexos con el grupo terrorista Estado islámico del Gran Jorasán. Funcionarios del Departamento de Contraterrorismo de Karachi (CTD) afirmó que la célula de Estado Islámico que llevó a cabo un tiroteo en un autobús en Karachi en 2015, en la que más de 50 civiles fueron asesinados, poseía vínculos con Tanzeem. Más tarde, las autoridades pakistaníes aclararon de que no existían vínculos entre ningún miembro de Tel con ninguna organización terrorista. Esto también se vio reflejado en la versión actualizada del artículo, ''Perfil de un joven radicalizado de Karachi'', en el sitio web de la revista Herald.